# 장성화물역
장성화물역(Jangseonghwamul station, 長城貨物驛)은 전라남도 장성군 서삼면 용흥리에 있는 장성화물선의 철도역이다. 여객은 취급하지 않으며 장성복합화물터미널의 수화물을 취급한다.

## 역사
- 2005년 6월 22일 : 영업 개시